# Corny Thompson
Cornelius Allen « Corny » Thompson, né le 5 février 1960, à Middletown, dans le Connecticut, est un ancien joueur et entraîneur américain de basket-ball. Il évolue au poste d'ailier fort. 

## Palmarès
- MVP des Finales ACB 1991
- Vainqueur de l'Euroligue 1994